# Kod da Vinci
Kod da Vinci (ang. The Da Vinci Code) – ekranizacja powieści Dana Browna Kod Leonarda da Vinci wydanej w 2004. Film kręcono m.in. w oryginalnych wnętrzach Luwru i anglikańskiej katedrze w Lincoln. Światowa premiera filmu odbyła się 17 maja 2006.

## Obsada
- Tom Hanks – Robert Langdon
- Audrey Tautou – Sophie Neveu
- Ian McKellen – Sir Leigh Teabing
- Alfred Molina – biskup Aringarosa
- Jürgen Prochnow – André Vernet
- Paul Bettany – Sylas
- Jean Reno – Bezu Fache
- Etienne Chicot – porucznik Jérôme Collet
- Jean-Pierre Marielle – Jacques Saunière
- Clive Carter – kapitan policji w Biggin Hill
- Seth Gabel – ksiądz
- Daisy Doidge-Hill – mała Sophie Neveu
- David Bark-Jones – Richard
- Joe Grossi – kościelny
- Jean-Yves Berteloot – Remy Jean
- Charlotte Graham – Maria Magdalena
- Hugh Mitchell – młody Sylas
- Marie-Françoise Audollent – siostra Sandrine

## Akcja filmu
Robert Langdon, profesor historii Uniwersytetu Harvarda, służbowo przebywający w Paryżu, otrzymał informację od paryskiej policji, że kustosz Luwru, Jacques Saunière, został zamordowany. Stało się to w części galerii, w której eksponowana jest Mona Lisa. Okazało się, że przed śmiercią przekazał tajemniczą wiadomość dla swej wnuczki, Sophie Neveu, zatrudnionej przez paryską policję jako kryptolog. Śledztwo wnuczki wykazało, że zmarły należał do tajnego Zakonu Syjonu (Prieuré de Sion), którego członkami byli również Leonardo da Vinci, Victor Hugo i Isaac Newton. Zamordowany kustosz był Wielkim Mistrzem tego zakonu, a jego śmierć ma prawdopodobnie związek z tajemnicą sięgającą początków chrześcijaństwa. Robert Langdon i Sophie Neveu zostają oskarżeni o zabójstwo kustosza.
Ukrywając się podczas śledztwa, Langdon i Neveu natrafiali na kodowane wiadomości i symbole, ukryte w dziełach Leonarda da Vinci. Rozwiązali ciąg zagadek, odnaleźli tzw. krypteks. O pomoc poprosili znajomego Langdona, Sir Leigha Teabinga, badacza świętego Graala. Teabing poinformował ich o odkryciach prowadzących do świętego Graala, o tym, że Jezus Chrystus ożenił się z Marią Magdaleną i miał z nią córkę, co wskazywało, że Kościół katolicki zbudowano na kłamstwie. Opus Dei, przedstawiona w filmie jako mafijna organizacja watykańska, podjęła próbę zlikwidowania dowodów roli Marii Magdaleny. Bohaterowie kontynuowali badanie początków Kościoła katolickiego w Londynie.
W zakończeniu filmu Leigh Teabing przyznaje się, że wikłał sieć fikcji, aby rzekomo poszukiwać św. Graala, w zamyśle mając jednak inny cel. Langdon, przechytrzając ścigającą go policję i członków Opus Dei, wychodzi z opresji zwycięsko. Neveu dowiaduje się, że sama jest potomkinią Chrystusa i Marii Magdaleny, a nad jej losem czuwa liczna grupa członków Zakonu Syjonu. Po całej akcji Langdon udaje się do Luwru, aby rozszyfrować na nowo wiadomość zamordowanego kustosza muzeum Luwru: Święty Graal to Maria Magdalena, spoczywająca w sarkofagu pod szklaną piramidą na dziedzińcu muzeum.

## Wydźwięk filmu
Pomimo zapewnień twórców filmu, że jest on fabularną fikcją, wywołał on już przed premierą kontrowersje w środowiskach katolickich. Część duchownych nawoływała do bojkotu filmu, jako szerzącego nieprawdziwy obraz historii i Kościoła katolickiego. Inni uznali, że tezy zawarte w filmie nie są zagrożeniem dla wiernych, a nawet mogą pobudzić ich do głębszego zapoznania się z prawdami wiary. Film wywołał szereg publikacji prasowych, dowodzących nieprawdziwości jego oraz książki, na której jest oparty. Po protestach duchownych prawosławnych na Białorusi projekcje filmu zostały wstrzymane. W Chinach film został wycofany z kin z powodu zbyt dużych zysków, jakie zaczął przynosić kinematografii USA.